# Hollywood (Florida)
Hollywood is een stad in de Amerikaanse staat Florida en telt 139.357 inwoners. Het is hiermee de 153e stad in de Verenigde Staten (2000). De oppervlakte bedraagt 70,7 km², waarmee het de 198e stad is.

## Demografie
De bevolking bestaat voor 34,4 % uit eenpersoonshuishoudens. De werkloosheid bedraagt 4,2 %. Van de bevolking is 17,3 % ouder dan 65 jaar. (Cijfers volkstelling 2000).
Ongeveer 22,5 % van de bevolking van Hollywood bestaat uit hispanics en latino's, 12,1 % is van Afrikaanse oorsprong en 2 % van Aziatische oorsprong.
Het aantal inwoners steeg van 122.793 in 1990 naar 139.357 in 2000.

## Klimaat
In januari is de gemiddelde temperatuur 19,6 °C, in juli is dat 28,1 °C. Jaarlijks valt er gemiddeld 1540,3 mm neerslag (gegevens op basis van de meetperiode 1961-1990).

## Geboren
- Norman Reedus (6 januari 1969), acteur
- Tracy Melchior (2 juni 1973), actrice
- Josh Gad (23 februari 1981), acteur, filmproducent en scenarioschrijver
- Victoria Justice (19 februari 1993), kindster en model
- Nick Page (1 augustus 2002), freestyleskiër

## Overleden
- Anna Nicole Smith (28 november 1967 - 8 februari 2007), Amerikaans actrice en model
- Joe DiMaggio (25 november 1914 - 8 maart 1999) - Amerikaanse honkballer van Italiaanse komaf

## Plaatsen in de nabije omgeving
De onderstaande figuur toont nabijgelegen plaatsen in een straal van 8 km rond Hollywood.